# Jean-François Joly de Fleury
Pour les articles homonymes, voir Jean-François Joly, Joly et Fleury.
Pour les autres membres de la famille, voir Famille Joly de Fleury.
 (septembre 2021).
Jean-François Joly de Fleury de Lavalette est un homme d'État français né à Paris le 7 juin 1718 et mort à Paris le 12 décembre 1802.

## Biographie
Issu d'une famille de parlementaires originaire de Bourgogne (V. famille Joly de Fleury), fils de Guillaume-François Joly de Fleury, Jean-François Joly de Fleury est maître des requêtes, intendant de Dijon (1749-1761) puis conseiller d'État. En 1765, il fait partie de la commission de conseillers d'État chargée par Louis XV de préparer le « coup de majesté » contre l'agitation des parlements ; il contribue, avec Pierre Gilbert de Voisins, Bertier de Sauvigny, d'Aguesseau de Fresnes et Calonne à la rédaction du « discours de la Flagellation » qu'il est chargé de lire devant les chambres réunies du Parlement de Paris, le 3 mars 1766, en présence du Roi. Il est greffier de l'Ordre du Saint-Esprit (15 au 16 septembre 1774).
Il est choisi par Maurepas pour succéder à Jacques Necker, il est nommé administrateur général des finances (équivalent de contrôleur général des finances) par Louis XVI le 21 mai 1781. Cette nomination suscite aussitôt de vives critiques. On raille le tempérament irrésolu du nouveau ministre, et l'on s'étonne du choix d'un homme issu d'une famille connue pour son opposition constante aux Lumières. En réalité, on attendait surtout de lui qu'en usant de ses appuis familiaux dans les milieux parlementaires, il parvienne à désarmer l'opposition du Parlement de Paris à toute réforme financière d'envergure.
Joly de Fleury met un terme aux expériences de Necker, en supprimant les assemblées provinciales que celui-ci avait créées. Il recourt à l'expédient traditionnel de création et de vente de nouveaux offices mais, en utilisant son crédit parlementaire, prend aussi des mesures courageuses et impopulaires comme l'augmentation des droits indirects (août 1781) et le lancement d'un troisième vingtième (juillet 1782). En contrepartie, il concède aux parlements l'annulation des vérifications du vingtième et l'exemption des revenus des offices et de l'industrie du troisième vingtième.
Il lance de nouveaux emprunts, pour près de 273 millions de livres au total avec l'aide de son principal conseiller, le banquier suisse Isaac Panchaud, créateur de la Caisse d'Escompte, ancêtre de la future Banque de France, qui rachète des emprunts sur le marché. Au mois de janvier 1782, il lance pour 70 millions d'un emprunt en rentes viagères qui remporte un vif succès. Mais il échoue à lancer un second emprunt à bon marché de 150 millions et donne par trois fois sa démission (en mai et par deux fois en novembre 1782), qui est refusée. Pour se procurer des recettes, il décide le rétablissement d'offices supprimés par Necker, Turgot et l'abbé Terray (octobre 1781).
Il s'efforce également de réduire les dépenses mais est attaqué par les courtisans et les ministres dépensiers, notamment le secrétaire d'État à la Marine, marquis de Castries et le secrétaire d'État à la Guerre, marquis de Ségur, qui refusent de réduire les dépenses de leurs départements malgré la fin de la guerre d'indépendance des États-Unis. 
Pour se justifier, Joly de Fleury révèle l'étendue du déficit – 80 millions – que le Compte rendu au Roi avait dissimulé. Mais les attaques continuent de plus belle, mettant en doute la véracité de ses comptes, ou l'accusant d'avoir lui-même créé ce déficit. Il démissionne le 29 mars 1783.
En 1784, il épouse Marie Marguerite Jogues de Villery, fille d'un financier d'Orléans, Joseph Jogues de Villery, et de Marie-Anne Baguenault.
Il reste membre du Conseil du roi, dont il est le doyen au moment de la Révolution. En cette qualité, il est désigné par Necker, en novembre 1788, pour participer aux travaux de la seconde assemblée des notables. Il n'émigre pas sous la Révolution française mais parvient à rester en France sans être inquiété. Il meurt en 1802.
Le jugement des historiens, peut-être obscurci par la campagne dont il a été victime, a été sévère pour Joly de Fleury, généralement dépeint comme inefficace, réactionnaire et borné. Joly de Fleury, le successeur de Necker, poussa jusqu'aux dernières limites l'étroitesse de l'esprit réactionnaire. Dans une note qui accompagne sa traduction de Marc-Aurèle il trouve étrange qu'on n'ait pas encore fait la plus utile de toutes les lois : « C'eût été d'ordonner aux hommes, sous les peines les plus sévères, de contenir dans de justes bornes leur curiosité naturelle et de leur défendre de parler et d'écrire sur des choses qui passent la portée de leur intelligence. » » (Léon Say, Turgot, 1887). Son administration mériterait sans doute d'être réévaluée.